# The Lamb Lies Down on Broadway (canción)
"The Lamb Lies Down on Broadway" (El cordero yace en Broadway) es la primera canción del álbum del mismo nombre de la banda británica Genesis del año 1974.
Después de la salida de Peter Gabriel del grupo, la banda interpretó la canción a menudo durante sus primeras giras con Phil Collins como voz líder, por lo general en la sección final de "The Musical Box". Una versión en vivo aparece en Seconds Out de 1977, así como parte del "Old Medley" en The Way We Walk, Volume Two: The Longs. La canción también se interpretó en su totalidad durante el tour de 1998 Calling All Stations, con Ray Wilson en la voz.
- Datos: Q1748066